# Lee Don-ku
Lee Don-ku (* 7. Februar 1988 in Seoul) ist ein südkoreanischer Eishockeyspieler, der seit 2015 erneut bei Anyang Halla in der Asia League Ice Hockey spielt.

## Karriere
Lee Don-ku begann seine Karriere als Eishockeyspieler in der Mannschaft der Kyung Bok Highschool. Als 17-Jähriger wechselte er in die Mannschaft der Yonsei-Universität, für die er vier Jahre spielte. 2009 ging er zu Anyang Halla. Mit der Mannschaft aus der Metropolregion Sudogwon gewann er 2010 und 2011 die Asia League Ice Hockey. 2013 zog es ihn weiter zum neugegründeten Asia-Legue-Team Daemyung Sangmu in seine Geburtsstadt Seoul. Während seiner Zeit dort wurde er 2014 in das First Team der Asia League gewählt. Seit 2015 spielt er erneut für Anyang Halla und konnte mit dem Klub 2016, 2017, 2018, 2023, 2024 und 2025 erneut den Titel der Asia League gewinnen.

### International
Für Südkorea nahm Lee Don-ku bereits an den U18-Junioren-Weltmeisterschaften 2005 (Division II) und 2006 (Division I) sowie den U20-Weltmeisterschaften 2007 und 2008 teil.
Für die A-Nationalmannschaft des asiatischen Landes stand er bei den Weltmeisterschaften der Division I 2010, 2011, 2012, 2013, 2014, 2015, 2016, 2017, 2019, 2022, 2023 und 2024 sowie der Division II 2009 auf dem Eis. Bei der Weltmeisterschaft 2018 spielte er mit den Ostasiaten erstmals in der Top-Division. konnte die Klasse aber nicht halten.
Bei den Winter-Asienspielen 2011 belegte er mit seiner Mannschaft hinter Kasachstan und Japan den dritten Rang. Bei den Winter-Asienspielen 2017 belegte er mit den Südkoreanern Platz zwei hinter Kasachstan. Zudem vertrat er seine Farben bei der Qualifikation für die Olympischen Winterspiele 2014 in Sotschi, als die Südkoreaner beim Turnier der ersten Qualifikationsrunde im japanischen Nikkō knapp an der britischen Mannschaft scheiterten, obwohl sie den direkten Vergleich mit 5:4 nach Penaltyschießen für sich entschieden hatten. Anschließend spielte er bei den Winterspielen 2018 im eigenen Land und bei den Qualifikationsturnieren für die Olympischen Winterspiele in Peking 2022 und in Mailand 2026.

## Erfolge und Auszeichnungen
- 2010 Gewinn der Asia League Ice Hockey mit Anyang Halla
- 2011 Gewinn der Asia League Ice Hockey mit Anyang Halla
- 2014 First Team der Asia League Ice Hockey
- 2016 Gewinn der Asia League Ice Hockey mit Anyang Halla
- 2017 Gewinn der Asia League Ice Hockey mit Anyang Halla
- 2018 Gewinn der Asia League Ice Hockey mit Anyang Halla
- 2023 Gewinn der Asia League Ice Hockey mit Anyang Halla
- 2024 Gewinn der Asia League Ice Hockey mit Anyang Halla
- 2025 Gewinn der Asia League Ice Hockey mit Anyang Halla

### International
- 2005 Aufstieg in die Division I bei der U18-Weltmeisterschaft der Division II, Gruppe A
- 2009 Aufstieg in die Division I bei der Weltmeisterschaft der Division II, Gruppe B
- 2011 Bronzemedaille bei den Winter-Asienspielen
- 2012 Aufstieg in die Division I, Gruppe A, bei der Weltmeisterschaft der Division I, Gruppe B
- 2015 Aufstieg in die Division I, Gruppe A, bei der Weltmeisterschaft der Division I, Gruppe B
- 2017 Silbermedaille bei den Winter-Asienspielen
- 2017 Aufstieg in die Top-Division bei der Weltmeisterschaft der Division I, Gruppe A

## Asia-League-Statistik
(Stand: Ende der Saison 2024/25)